# Kinas statsöverhuvuden
Denna artikel behandlar makthavarna i Republiken och Folkrepubliken Kina. För de kinesiska kejsarna, se Kinas kejsare.

## Högste ledaren
Se artikeln Kinas högste ledare

## Presidenter

### Presidenter i Republiken Kina
1. Sun Yat-sen (1912)
2. Yuan Shikai (1912-1916)
3. Li Yuanhong (1916-1917)
4. Feng Guozhang (1917-1918)
5. Xu Shichang (1918-1922)
6. Li Yuanhong (1922-1923)
7. Cao Kun (1923-1924)
8. Chiang Kai-shek (1948-1949)
9. Li Zongren (1949)

För Taiwans presidenter efter 1949, se Lista över Republiken Kinas presidenter

### Presidenter i Folkrepubliken Kina
1. Mao Zedong (1954-1959)
2. Liu Shaoqi (1959-1968; avsattes under Kulturrevolutionen)
3. Dong Biwu (tillförordnad president 1968-1975)
4. Li Xiannian (1983-1988)
5. Yang Shangkun (1988-1993)
6. Jiang Zemin (1993-2003)
7. Hu Jintao (2003-2013)
8. Xi Jinping (2013-)

## Premiärministrar
1. Zhou Enlai (1949-1976)
2. Hua Guofeng (1976-1980)
3. Zhao Ziyang (1980-1987)
4. Li Peng (1987-1998)
5. Zhu Rongji (1998-2003)
6. Wen Jiabao (2003-2013)
7. Li Keqiang (2013-2023)
8. Li Qiang (2023-)

## Övriga maktpositioner

### Partiledare
1. Chen Duxiu (1921-1927)
2. Qu Qiubai (1927-1928)
3. Xiang Zhongfa (1928-1931)
4. Qin Bangxian (Bo Gu) (1931-1935)
5. Zhang Wentian (1935-1943)
6. Mao Zedong (1943-1976)
7. Hua Guofeng (1976-1981)
8. Hu Yaobang (1981-1987)
9. Zhao Ziyang (1987-1989)
10. Jiang Zemin (1989-2002)
11. Hu Jintao (2002-2012)
12. Xi Jinping (2012-)

### Partisekreterare iKinas kommunistiska parti
1. Deng Xiaoping (1956-1957)
2. Hu Yaobang (1980-1987)
3. Zhao Ziyang (1987-1989)
4. Jiang Zemin (1989-2002)
5. Hu Jintao (2002-2012)
6. Xi Jinping (2013-)